# Постон, Элизабет
Эли́забет По́стон (англ. Elizabeth Poston; 24 октября 1905, Стивенидж, графство Хартфордшир, Великобритания — 18 марта 1987, там же) — британский композитор, пианистка, музыковед. Президент британского Общества женщин-композиторов (1955—1961).

## Биография
Родилась 24 октября 1905 года в особняке Хайфилд-Хаус в Пин-Грин, который ныне в составе Хэмпсон-Парка является частью Стивениджа. В 1914 году переехала с матерью Клементиной Постон в особняк Рукс-Нест-Хаус, где ребёнком жил известный британский писатель Эдвард Морган Форстер. Обучалась в школе Королевы Маргариты в Йорке. Музыкальное образование получила в Королевской академии музыки в Лондоне, где преподавателями Постон были Питер Уорлок и Ральф Воан-Уильямс. Выиграла приз альма-матер за скрипичную сонату, которая затем была исполнена на радио Би-би-си.
В 1925 году, посоле окончания ею Королевской академии музыки, были изданы семь песен Постон. В 1928 году она опубликовала еще пять. В период между 1930 и 1939 годами находилась за границей, где изучала архитектуру и фольклор. В начале Второй мировой войны вернулась в Великобританию и поступила на работу в Би-би-си. Постон стала главным редактором музыкального отдела в Европейской службе компании. В 1945 году, по окончании войны, уволилась со службы, но в 1947 году вернулась обратно для работы над проектом Третьей программы Би-би-си.
С 1955 по 1961 год Постон была президентом британского Общества женщин-композиторов. Она писала партитуры для радио и телевизионных постановок, более сорока из них для радио были написаны ею лично. Сотрудничала с Клайвом Льюисом, Диланом Томасом и другими писателями. Она написала музыку для телевизионного фильма по роману «Говард-Энд» Эдварда Моргана Форстера, с которыми у неё сложились дружеские отношения. Работала над партитурой к сериалу, живя в Рукс-Нест-Хаус, особняке, бывшем прообразом места действия романа.
Постон также занималась академической наукой. Она писала статьи и программные записки для Художественного совета Великобритании и была редактором ряда собраний народных кэролов и гимнов. В 1947 году прочитала серию лекций из пяти частей о Питере Уорлоке на Би-би-си. Её кэролы, особенно «Иисус Христос яблоневое дерево», по-прежнему широко известны и исполняются во время рождественских концертов.
Постон также приобрела признание у публики как талантливая пианистка. Она блестяще исполнила партию фортепиано во время премьеры «Концертино для фортепиано и струнных» Уолтера Ли.  Играла на фортепиано во время «Концертов в Национальной галерее». Всю жизнь Постон прожила в Рукс-Нест-Хаус, где скончалась 18 марта 1987 года.

## Аудиозаписи
- Elizabeth Poston. «Jesus Christ the Apple Tree» (1970) — Элизабет Постон. «Иисус Христос яблоневое дерево» (1970) в исполнении Хора кафедрального собора Гилфорда под руководством Барри Роуза.